# Солткотс
Солтко́тс (англ. Saltcoats, шотл. гел. Baile an t-Salainn) — місто на заході Шотландії, в області Північний Ейршир.
Населення міста становить 11 730 осіб (2006).